# نيللي (مغني راب)
نيلّي (بالإنجليزية: Nelly)‏ راب الاسم الحقيقي (كورنيل هاينز الابن، المعروف نيللي (ولد في 2 نوفمبر 1974) هو المغني الأمريكي ومغني الراب ولد في أوستن، تكساس ونشأ في سانت بول بولاية ميسوري، كان أول ضهور له سنة 2000.

## نشأته
ولد في أوستن، تكساس، انتقل بسرعة عندما كان والده خدم في الجيش الأمريكي (حتى قضى الوقت في إسبانيا) على الأرض وأخيرا في جامعة سيتي، إحدى ضواحي مدينة سانت لويس. فهو في هذه الضاحية في عام 1993، وسيكون للفريق سانت مجانين (st.lunatics) مع أصدقائه علي Kyujan، ميرفي لي (murphy lee) (الذي كان 13 فقط في ذلك الوقت) وشقيقه الأصغر البطاطة المدينة (city spud). بعد سنوات من البؤس ونيللي وأصدقائها الحصول على صفقة مع الموسيقى العالمي، الأمر الذي سيجعل منه قريبا تسجيل ألبوم منفرد. بعد ذلك بوقت قصير، كانت المدينة البطاطة القبض عليه وحكم عليه بالسجن لعشر سنوات في السجن بتهمة السطو المسلح.
في عام 2001، تم تشخيص نيللي شقيقة جاكلين «جاكي» دوناهو مع سرطان الدم. في عام 2003، أسست ونيللي منظمة العثور على تطابق مع شقيقته (خيسوس بنا جاكي 4) ولكن هذا البحث هو الفشل. جاكي توفي 24 مارس 2005. ومع ذلك، استمرت نيللي في العمل الأساس لأشخاص آخرين، بينهم طفلان في سانت لويس.
نيللي ديه طفلان: ابنة، شانيل، الذين تتراوح أعمارهم بين خمسة عشر وصبي، كورنيل الثالث هاينز (الملقب تري)، الذين تتراوح أعمارهم بين عشر سنوات. هو في علاقة مع المغني أشانتي في عام 2003 والذي كان قد فصل مؤخرا

## مسيرته
وأصبح واحد من أول نيللي، البلد نحوي (country grammar)، في وقت قصير ضربة حقيقية وضرب الألبوم الذي يحمل نفس الاسم بعد فترة وجيزة. هذا الألبوم هو مزيج من الراب حيوية والعصابات، كل ذلك مع النمط الذي أصبح علامة مميزة له: الإيقاعات والقوافي سونغ مصحوبة أحيانا صرخات من قبيل «أوه!» أو«E.I.!. الثالث له واحد،» ركوب فيت لي، هو ضربها الدولي الأول والفيديو الذي حصل على جائزة أفضل فيديو الراب في حفل توزيع جوائز موسيقى الفيديو تي.

## ألبوماته
- contry grammar 2000
- nellyville 2002
- DA DERRTY VERSIONS. THE REINVENTION 2003
- suit 2004
- sweat 2005
- brass knuckles 2008
- 5.0 2010

2002
ألبومه الثاني، Nellyville، ويبدأ في بقعة واحدة على لوحة رقم 200. المرتبة مدعومة الفردي رقم واحد كما هوت في Herre (سبعة أسابيع) وDillemma (عشرة أسابيع)، وهذا الألبوم الثاني سوف يستغرق أكثر من ثلاثة ملايين وحدة في الشهر. بينما Dillemma هي أول أغنية راب في البقاء عشرة أسابيع في الجزء العلوي من 100 لوحة، نيللي تلقى ست جوائز من أصل ثمانية ترشيحات في لوحة الفنان جوائز الموسيقى (2002 للعام، والفنان الذكور من السنة
2003
في أوائل عام 2003، أصدرت نيللي واحدة، مثيرة للجدل للقوات الجوية الآحاد. هذا القرص، جنبا إلى جنب مع شريط فيديو له هي قصيدة لزوج من الأحذية الرياضية الشهيرة من اسم العلامة التجارية نفسها في فاصلة، نايك. وحتى لو تي أو VH1 أخرى قررت عدم الإفراج عن اللقب، والرهان قناة (بلاك انترتينمنت تلفزيون) سيلعب. في وقت لاحق، نايك وDerrty نيللي تقديم حذاء نايك الجوية الذي صنع يقتصر على 1000 أزواج في الولايات المتحدة. وأخيرا، ريبوك ونيللي توقيع عقد في عام 2004.
في سبتمبر 2003، نيللي يحتل المرتبة رقم واحد لا يزال مع Tailfeather واحدة يا اهتز، في الثلاثي مع صديقه P. ديدي ولي ميرفي. واحد متوفر في الصوت من باد بويز الثاني وألبوم لي ميرفي لا يزال في أعلى الرسوم البيانية لمدة أربعة أسابيع. في مقطع، ويمكن ان تظهر فيدا غيرا، باكستر استير، ونماذج أمريكية شهيرة
2004
في عام 2004، أصبح نيللي مغني الراب الأول لاطلاق سراح اثنين من البوم في وقت واحد، وعرق البدلة. وسيكون أول آر & بي المنحى، أدخل صدارة على 200 لوحة في حين أن الثاني هو الراب المنحى، وتأتي في المرتبة الثانية. وباع ما يقرب من 700000 نسخة من كل مباراة هذا الأسبوع
2005
نيللي النشرات تجميعا لاثنين من البوم بعنوان عرق / البدلة، الذي يضيف أغنيات جديدة، Grillz الفذ في الجدار مع بول وعلي وGipp و«تعبت الفذ في» العاصفة مع أفيري.

## وصلات خارجية
- مغني نيللي على موقع IMDb (الإنجليزية)
- مغني نيللي على موقع روتن توميتوز (الإنجليزية)
- مغني نيللي على موقع ميوزك برينز (الإنجليزية)
- مغني نيللي على موقع رولينغ ستون (الإنجليزية)
- مغني نيللي على موقع أول موفي (الإنجليزية)
- مغني نيللي على موقع إن إن دي بي (الإنجليزية)
- مغني نيللي على موقع أول ميوزيك (الإنجليزية)
- مغني نيللي على موقع ديسكوغز (الإنجليزية)
- مغني نيللي على موقع قاعدة بيانات الفيلم (الإنجليزية)